# Anomodon filivagus
Anomodon filivagus là một loài rêu trong họ Thuidiaceae. Loài này được Müll. Hal. mô tả khoa học đầu tiên năm 1890.